# 北川透
北川 透（きたがわ とおる、1935年8月9日 - ）は、日本の詩人・文芸評論家。本名は磯貝 満（いそがい みつる）。愛知県碧南市出身。
梅光学院大学特任教授。中原中也賞選考委員。現代詩から北村透谷、萩原朔太郎、中原中也論など著書多数。

## 経歴
1935年（昭和10年）に愛知県碧南市に生まれる。1958年（昭和33年）に愛知学芸大学（現・愛知教育大学）学芸学部国語科を卒業。高校教諭を経て、1962年（昭和37年）に詩誌「あんかるわ」を創刊し、詩と批評を掲載する。1990年（平成2年）に同誌を廃刊させ、1991年（平成3年）には山口県下関市に移住して梅光女学院大学教授となった。

## 受賞
- 2001年（平成13年） - 『詩論の現在 全3巻』で第3回小野十三郎賞特別賞
- 2008年（平成20年） - 『溶ける、目覚まし時計』で第38回高見順賞
- 2009年（平成21年） - 『中原中也論集成』で第46回藤村記念歴程賞
- 2016年（平成28年） - 中日文化賞
- 2023年（令和5年） - 『現代詩論集成』で日本芸術院賞・恩賜賞[1]

## 作品
- 『北川透詩集』（現代詩文庫）思潮社、1972
- 『反河のはじまり 詩集』思潮社、1974
- 『遥かなる雨季 詩集』国文社、1977
- 『隠語術 北川透の詩』弓立社、1986
- 『ポーはどこまで変われるか』思潮社、1988
- 『戦場ケ原まで』思潮社、1992
- 『続 北川透詩集』（現代詩文庫）思潮社、1994
- 『デモクリトスの井戸』思潮社、1995
- 『俗語バイスクール』砂子屋書房、2003
- 『眼の韻律』
- 『闇のアラベスク』
- 『溶ける、目覚まし時計』思潮社 2007
- 『なぜ詩を書き続けるのか、と問われて』思潮社、2015
- 『傳奇集』思潮社、2022

## 主な評論
- 『詩と思想の自立』思潮社、1966
- 『情況の詩』思潮社、1967
- 『中原中也の世界』紀伊国屋新書、1968
- 『詩の自由の論理』思潮社、1968
- 『幻野の渇き』思潮社、1970
- 『<像>の不安 仮構詩論序説』青土社、1972
- 『北村透谷試論1-3』冬樹社、1974-77
- 『熱ある方位 鮎川信夫と吉本隆明』思潮社、1976
- 『中原中也 わが展開 天使と子供』国文社、1977
- 『詩的火線 同時代覚書・上 詩論集』思潮社、1979
- 『詩的弾道 同時代覚書・下』思潮社、1979
- 『中野重治 近代日本詩人選15』筑摩書房、1981
- 『詩神と宿命 小林秀雄論』小沢書店、1982
- 『未明の構想』白地社、1982
- 『荒地論 戦後詩の生成と変容』思潮社、1983
- 『魔女的機械』弓立社、1983
- 『現代詩前線』小沢書店、1984
- 『詩的メディアの感受性 『あんかるわ』百回通信より』未來社、1985
- 『現代文学はどこで成立するか 言葉の「演戯」と「魔術性」』河合ブックレット、1986
- 『詩と時代の水際へ 全対話』風琳堂、1987
- 『萩原朔太郎<詩の原理>論』筑摩書房、1987
- 『侵犯する演戯 '80年代詩論』（北川透評論集）思潮社、1987
- 『詩的レトリック入門』思潮社、1993
- 『萩原朔太郎<言語革命>論』筑摩書房、1995
- 『詩的90年代の彼方へ 戦争詩の方法』（詩論の現在 1）思潮社、2000
- 『詩の近代を超えるもの 透谷・朔太郎・中也など』（詩論の現在 2』）思潮社、2000
- 『詩的スクランブルへ 言葉に望みを託すということ』（詩論の現在 3）思潮社、2001
- 『谷川俊太郎の世界』思潮社、2005
- 『中原中也論集成』思潮社、2007
- 『北川透現代詩論集成』思潮社、2014- 第5巻まで刊